# もうひとつのJリーグ
『もうひとつのJリーグ』は、1993年10月22日から12月3日まで、日本テレビ系列で毎週金曜20:00 - 20:54（JST）に全5話が放送された、東宝制作のテレビドラマ。

## 概要
本作品が放送された1993年は、5月に日本のプロサッカー・Jリーグが発足し、にわかに一大ブームを巻き起こしていた。その影響はテレビドラマにも少なからず波及しており、『オレたちのオーレ!』（毎日放送制作、TBS系列）、『青春オフサイド!女教師と熱血イレブン』（朝日放送制作、テレビ朝日系列）、『ふぞろいのイレブン』（関西テレビ放送）など、Jリーグブームに便乗したようにサッカーを題材にしたドラマが、この時期乱造気味に制作されていた。
本作品もヴェルディ川崎（現・東京ヴェルディ）の全面協力の元、そうしたJリーグブームに便乗した形で世に送り出されたドラマの一つとして数えられており、サテライトリーグに参加する架空のチーム「東京セインツ」の選手たちの青春を描いている。また、実際にサッカーをプレーすることができるタレントをオーディションにより採用し、当時ヴェルディ川崎に所属していた永井秀樹や阿部良則らを登場させるなど、プロの世界の「本物らしさ」を演出しようと試みられた。
もっとも、その内容は「1960年代から1970年代に流行した青春ドラマに少女漫画の要素を加えたものである」とも指摘されており、視聴率も伸び悩んだ末に当初全11話を予定していた放送話数を大幅に短縮。11月下旬に開催された、バレーボールのワールドグランドチャンピオンズカップの放送による2週間の休止を挟み、本作品は12月3日放送分（第5話）をもって打ち切りとなった。この最終回の視聴率も、4.6パーセントを記録するに留まった。

## あらすじ
高校卒業後に漁師となった新田仁は、サッカー選手になる夢を諦めることができず、プロサッカークラブの「東京セインツ」に入団しサテライトチームに加入する。生活のためにピザ屋でアルバイトをしながら日々の練習をこなす新田だったが、同じく東京セインツのサテライトチームに所属し、イギリス留学経験がある鳴沢裕司と険悪な関係となり、トップチーム昇格をかけた紅白戦で激しく削りあう。この試合を観戦したスポーツライター志望の望月陽子は、新田のプレーを「粗暴なだけで夢がない」と批評する。
その後も、新田は一刻も早くトップチーム昇格を果たしたいという焦りから、鳴沢は医師から「このままサッカーを続けた場合、歩行困難な状態になる」と診断された不安感から、共にスタンドプレイを繰り返す。陽子は新田の力になろうと務めるが、新田は聞く耳を持とうとしない。一方、鳴沢には林菜穂が積極的に近づいていき、戸惑いつつも鳴沢は心を開いていくが、菜穂からの励ましの言葉が重く圧し掛かるのであった。

## キャスト
新田仁
演 - 榊原利彦
「東京セインツ」の選手。FW。奔放かつ陽気な性格であるが、トップチーム昇格を果たせない現状に焦っている。
望月陽子
演 - 高橋由美子
仁の高校時代の後輩。短大に通いながらスポーツライターになることを目指している。
鳴沢裕司
演 - 中上雅巳
「東京セインツ」の選手。FW。イギリス留学の経験があり天才の異名を持つが、右足の怪我を抱えている。
林菜穂
演 - 持田真樹
飲み屋のアルバイト店員。玉の輿願望が強い。
吉本邦広
演 - 大森嘉之
「東京セインツ」の選手。GK。お人好しで、新田のことを慕っている。
豊島勇介
演 - 長塚京三
「東京セインツ」の監督。心臓に持病を抱える。
藤田明
演 - 梨本謙次郎
「東京セインツ」の選手。GK。かつてはトップチームに在籍していた。
山崎健吾
演 - 川井博之
「東京セインツ」の選手。MF。パチンコが趣味の陽気な性格
河野みずき
演 - 伊藤かずえ
フリーのスポーツライター。サテライトの選手たちの憧れの存在。
その他
- 中条静夫
- 大河内浩
- 小笠原亜里沙

## スタッフ
- 企画：服部比佐夫、柴田徹
- 脚本：深沢正樹、丸山比朗
- 音楽：冨田恵一
- オープニングテーマ「Revolution」（歌：寺岡呼人）
- エンディングテーマ「たったひとつの愛を」（歌：中西圭三）
- 挿入歌「yell」（歌：高橋由美子）
- プロデュース：杉山邦彦、武田和、塚田泰浩
- 監督：原隆仁、藤得悦
- 制作：東宝

## 放送日程
| 放送回 | 放送日   | 脚本     | 監督   | 視聴率 |
| ------ | -------- | -------- | ------ | ------ |
| 1      | 10月22日 | 丸山比朗 | 原隆仁 | 6.6%   |
| 2      | 10月29日 | 深沢正樹 | 原隆仁 | 5.4%   |
| 3      | 11月05日 | 深沢正樹 | 藤得悦 | 4.1%   |
| 4      | 11月12日 | 深沢正樹 | 藤得悦 | 4.6%   |
| 5      | 12月03日 | 丸山比朗 | 藤得悦 | 4.6%   |